# La Alcubilla (Málaga)
La Alcubilla es un barrio periférico que pertenece al distrito Bailén-Miraflores de la ciudad de Málaga, España. Se extiende a ambos lados de la ronda de cirunvalación de la A-7, que lo atraviesa de norte a sur. Según la delimitación oficial del ayuntamiento, limita al norte y al este con el barrio de Granja Suárez; al sur, con el barrio de La Florida; al oeste se extienden los Montes de Málaga.

## Transportes
En autobús queda conectado mediante las siguientes líneas de la EMT: 
| Línea | Trayecto                               | Recorrido | Frecuencia    |
| ----- | -------------------------------------- | --------- | ------------- |
| 8     | Alameda Principal - Hospital Clínico   | Recorrido | 13 minutos    |
| 21    | Alameda Principal - Puerto de la Torre | Recorrido | 12 minutos    |
| 23    | Alameda Principal - Parque Cementerio  | Recorrido | 25-30 minutos |
| 38    | Alameda Principal - Granja Suárez      | Recorrido | 20-25 minutos |